# Milagrosa (canción)
«Milagrosa» es un sencillo del cantautor argentino Milo J. Fue lanzado el 16 de agosto de 2022, bajo el sello Dale Play Records y cuenta con un videoclip oficial.

## Contexto y lanzamiento
La canción fue lanzada el 16 de agosto de 2022, acompañada de un videoclip oficial en YouTube y Spotify. El tema ganó gran popularidad en redes sociales, especialmente en TikTok, donde su viralización contribuyó al reconocimiento de Milo J. Además, recibió elogios de figuras destacadas como el cantante argentino Lit Killah, quien comentó:
{{Cita|«Tiene un flow muy distinto, suena fresco el guacho».
Asimismo, el youtuber Coscu destacó el talento del artista con la siguiente declaración:

«A los 16 años escribir así es una locura».

Las reacciones de ambos influyeron en la creciente popularidad del tema, consolidando su alcance en la escena musical.

## Controversia

### Remix
En abril de 2023, el cantante argentino Duki compartió en sus redes sociales un fragmento de una colaboración con Milo J, en la que se le observa interpretando un verso sobre la base de «Milagrosa».

«Girl, dame tu mano milagrosa
El humo 'e la Mary Jane me hizo olvidarme 'e las cosa'
Intenté amar, me salió mal
Me movió el money, empecé a josear
Subo de niveles, un tema de posición
Era pegarla o nada, no tenía...».

Hasta la fecha, esta versión no ha sido lanzada oficialmente. Además, existe una versión acústica de «Milagrosa», la cual no ha sido publicada.